# Kantarion
Kantarion (lat. Hypericum perforatum L.), poznat i kao bogorodična trava, gospino zelje i sentjanzovka, višegodišnja је zeljasta biljka iz istoimene porodice (Hypericaceae).

## Opis
Kantarion je višegodišnja zeljasta biljka sa razgranatim korenom. Stabljika je uspravna, razgranata pri vrhu, elipsoidnog oblika, sa dve  vertikalne pruge, gola, visine od 20 do 100 cm. Listovi su bez cvetne drške, goli, ovalni prekriveni svetlim tačkama odnosno žlezdama sa obiljem etarskog ulja. Cvetovi su žuti, organizovani u cvast koja je kod kantariona štitasta, krupna dok je plod bradavičasta čaura. Krunica je zlatne boje dok je čašica prekrivena žlezdama sa etarskim uljem. Cveta od maja do septembra.
Uslovi za život
Zemljišta srednje bogata hranljivim materijama , umereno topla i umereno svetla staništa.
Stanište
Predeli umerene i suptropske klime širom sveta, Evrope, Azije i Severne Amerike. Raste u šumama, pašnjacima i livadama.
Sastav biljke
Hipericin, pseudohipericin, izohipericin (u cvastima), hiperozid, kvercetin, rutin, kvercitrin, biapigenin, amentoflavon, katehin, epikatehin, hlorogenska kiselina, kafena kiselina, hiperflorin, karotenoidi, steroli, leukoantocijani, etarsko ulje.

## Lekovita svojstva
Koristi se osušeni nadzemni deo biljke.
Kantarion se koristi kao antidepresiv, sedativ, antibiotik, koristi se spolja i iznutra. Aktivna supstanca hiperflorin. Ekstrakt kantariona povisuje koncentraciju neurotransmitera serotonina i noradrenalina na sinapsama. Kantarionovo ulje (Oleum hyperici) je naširoko poznato i koristi se za ublažavanje i lečenje opekotina. Dobija se prelivanjem (maceracijom) svežih cvetova kantariona maslinovim uljem. 
Kantarionovo ulje se može koristiti za spoljašnju upotrebu i za jelo. Odlično je za kožu, štiti je i sprečava upalne procese na njoj. Pomaže i neguje osetljivu, suvu i ispucalu kožu. Može se upotrebljavati i za masažu. Koristi se za opuštanje mišića i pomaže kod slabije cirkulacije. Ulje od kantariona ne treba upotrebljavati kao zaštitu od sunca, jer je fotoosetljivo i može izazvati promene na koži, ali ukoliko imate opekotine od sunca onda je korisno. Kantarionovo ulje je podjednako dobro za modrice, opekotine i za zarastanje rana, a maže se i kod ujeda insekta. Nanosi se na lice kao prirodno sredstvo protiv akni, a pomaže i kod reume. Ulje se koristi i za lečenje hemoroida. Kantarion se koristi i u kozmetičkoj industriji. Može se koristiti i za negu kose. Deluje i kod infekcije virusa naročito ponovljenih virusnih infekcija i upala.
Antidepresivno dejstvo je poznavao već u srednjem veku Paracelzus, a školska medicina ga je ’70-ih godina prošlog veka potvrdila. Kaže se da kantarion koji cveta u sred leta skuplja sunčeve zrake da bi ih ljudima dao za vreme tamnih meseci.

## Interakcija sa lekovima
Treba biti oprezan pri korišćenju ove biljke jer interaguje sa velikim brojem lekova.
Na neke lekove deluje povećavanjem metabolizma i brzine izbacivanja tih lekova, čime se smanjuje njihova koncentracija u plazmi krvi, i samim tim i njihovo dejstvo. Tu spadaju grupe lekova: benzodiazepini (za smirenje i anksioznost); antiretroviralni lekovi; hormonski kontraceptivi; imunosupresanti; antiaritmici, beta-blokatori i blokatori kalcijumovih kanala (lekovi za srce i pritisak); statini (za smanjivanje holesterola i triglicerida). Takođe deluje i na pojedinačne lekove kao što su digoksin, metadon, omerazol, fenobarbital, teofilin, varfarin, levodopa i drugi.
Sa lekovima koji deluju na centralni nervni sistem interakcija može biti opasna po život. Tu spadaju antidepresivi, opijati uključujući tramadol, stimulansi, litijum i drugi.

## Galerija
- Hypericum perforatum L. (Hypericaceae)
- Hypericum perforatum L. (Hypericaceae)
- Hypericum perforatum L. (Hypericaceae)
- Hypericum perforatum L. (Hypericaceae)
- Hypericum perforatum L. (Hypericaceae)
- Hypericum perforatum L. (Hypericaceae)
- Hypericum perforatum L. (Hypericaceae)
- Hypericum perforatum L. (Hypericaceae)

## Spoljašnje veze
- Kantarionovo ulje
- Kantarionovo ulje